# Космополитен (коктейль)
«Космопо́литен» (англ. сosmopolitan cocktail) — алкогольный коктейль на основе водки, ликёра трипл-сек, лимонного и клюквенного сока. Классифицируется как коктейль на весь день (англ. All day cocktail). Входит в число официальных коктейлей Международной ассоциации барменов (IBA), категория «Современная классика» (англ. Contemporary classics).

## История
Изначально коктейль был специально создан для водки «Absolut Citron», которая обладала вкусом лимона.

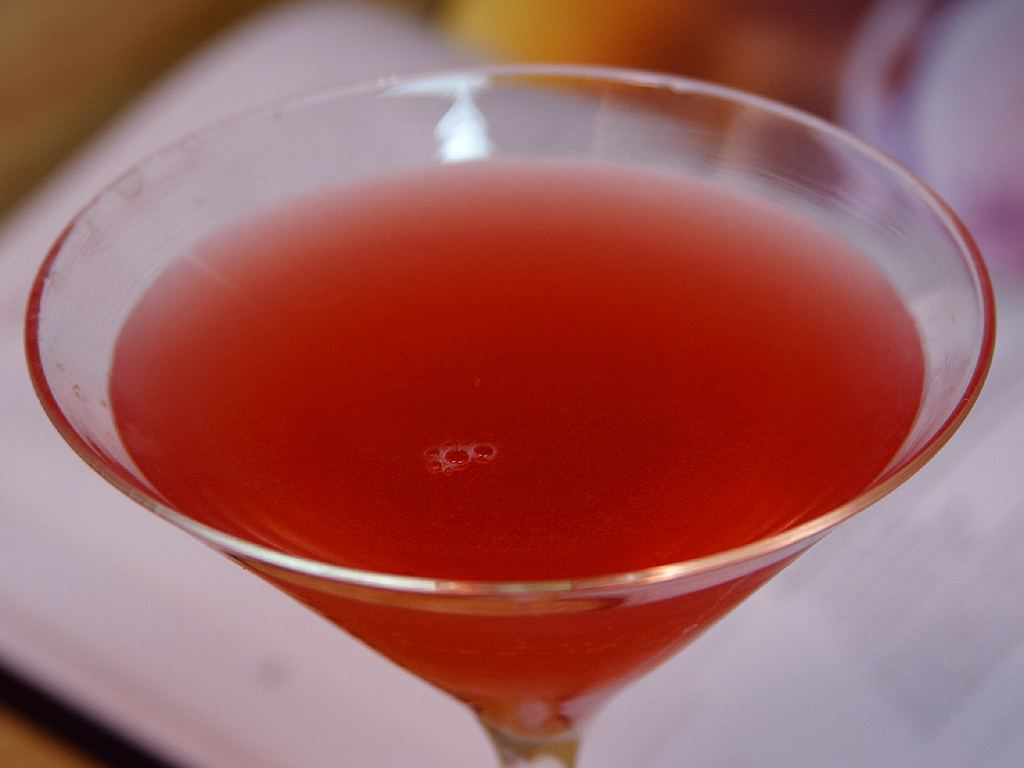
Коктейль «Космополитен»

По другой версии, «Космополитен» создала Черил Кук (англ. Cheryl Cook), женщина-бармен из местечка Южный пляж (South Beach), Флорида. В одном из интервью она сказала, что придумала этот напиток в 1985 году, хотя до этого времени, уже в конце 1970-х годов, он был популярен в гей-барах. Рецепт её «Космополитена» таков: водка «Absolut Citron» 40 мл., апельсиновый ликёр трипл-сек, лимонный сок Rose’s и немного клюквы, чтобы придать коктейлю розовый цвет.
Другой фигурой, участвовавшей в создании напитка, был Тоби Чеккини (англ. Toby Cechini) с Манхэттена. Он приготовил коктейль, взяв за основу рецепт Кук, при этом он внёс свои небольшие изменения. Вместо трипл-сека он добавил ликёр Куантро 15 мл. и сок лайма 15мл. Именно его рецепт и стал эталоном приготовления «Космополитена». На протяжении долгого времени этот коктейль был популярен среди посетителей гей-клубов.
Однако он приобрёл широкую популярность лишь в 1998 году в связи с выходом на экраны сериала «Секс в большом городе», в котором коктейль «Космополитен» являлся любимым напитком героинь.

## Разновидности
- Звезда «Настоящих домохозяек из Нью-Джерси» Кэти Вакил создала Cosmo Red Velvet на основе одного из её любимых десертов — торта «Красный бархат»[2][3].
- Для приготовления безалкогольного коктейля водка и трипл-сек заменяются апельсиновым соком и розовым лимонадом[4].
- В CosNOpolitan из The Kitchen Кимбала Маска есть клюквенный сок, лайм, апельсиновый биттер и газировка[5].